# Bob-Weltmeisterschaft 1955
Die 15. Bob-Weltmeisterschaft wurde am 22. und 23. Januar im Zweierbob und am 29. und 30. Januar 1955 im Viererbob zum zweiten Mal komplett auf der olympischen Bobbahn von 1928 und 1948, dem Olympia Bob Run St. Moritz–Celerina im schweizerischen Bobsportmekka St. Moritz ausgetragen.

## Vorgeschichte
Eigentlich sollten die Weltmeisterschaften 1955 im amerikanischen Lake Placid stattfinden, aber nach offensichtlichen Unstimmigkeiten im US-Verband vergab die FIBT die Weltmeisterschaften im Juli 1954 nach St. Moritz. Darüber hinaus war das Gewichtslimit von 200 kg auf 210 kg für die Athleten im Zweierbob wieder angehoben worden, was dazu führte, dass das schon legendäre deutsche Olympiasiegerduo Ostler/Nieberl wieder gemeinsam an den Start ging. Allerdings war die Ernüchterung bei Ostler groß, als er versucht hatte, einen der legendären italienischen Podar-Bobs zu erwerben. Mit den neuartigen Bobs hatte die italienischen Bobfahrer bei der Vorjahres-WM vor allem im Zweierbob mit einem Doppelsieg für Furore gesorgt. In Vorbereitung auf die Olympischen Winterspiele 1956 in Cortina hatte nun das italienische NOK alle Konstruktionsrechte erworben und damit eine Veräußerung der Bobs an andere Nationen verhindert. Bei den Schweizer Bobfahrern mischte nach dem verletzungsbedingten Ausscheiden beim Zweierbobwettbewerb der letztjährigen WM Franz Kapus wieder mit.

## Zweierbob
Für das Training hatten sich insgesamt 28 Bobs aus 10 Nationen an gemeldet, wobei einige Verbände mit mehr als den zwei startberechtigten Bobs angereist waren. Bei den verbandsinternen Ausscheidungen gab es ein erstes prominentes Opfer. Das Duo Ostler/Nieberl vermochte sich gegen die Teams Rösch/Terne und Kitt/Leeb nicht durchzusetzen und so musste Doppelolympiasieger Andreas Ostler nach 1954 erneut in der Zweierbob-Entscheidung zuschauen. Die italienischen Podar-Bobs konnten nach anfänglich guten Trainingsleistungen ihr Potential auf der sehr gut präparierten Bahn nicht ausschöpfen. Der ehemalige Viererbob-Weltmeister Lloyd Johnson sorgte vor der verbandsinternen Ausscheidung der US-Bobs selbst für Klarheit. Durch eine Schulterverletzung, die er sich beim ersten Saisonrennen in Garmisch zugezogen hatte, war er noch so beeinträchtigt, dass er auf er auf einen Start im Zweierbob verzichtete. Überdies war generell eine Diskussion um die Startvariante entbrannt. Da bei den Podar-Bobs die Steuerung arretiert werden konnte, schoben nunmehr beide Athleten am Start den Bob an und sprangen nach ein Paar Metern hinein. Dieser damals noch neuartigen Technik stand die althergebrachte Variante gegenüber, wonach der Pilot schon im Bob saß und vom Bremser und Anschieber angeschoben wurde.
Am ersten Wettkampftag trat erneut eine Bobnation ins Rampenlicht, die bis dahin eher nur mitfuhr. Mit gutem Material aus dem Hause Feierabend ausgestattet fuhr der bisher als Rennrodler bekannte Paul Aste mit Bremser Josef Isser aus Österreich um die Medaillen mit. Nach dem ersten Lauf noch auf Platz drei lagen sie nach dem ersten Wettkampftag für die Fachwelt überraschend mit über einer Sekunde Vorsprung vorn. Dahinter reihten sich die beiden Schweizer Bobs ein, nur durch eine Hundertstelsekunde getrennt. Einen sehr guten vierten Platz belegte bei seiner Premiere als Bobpilot der Amerikaner Dick Severino. Mit nur Neun Hundertsteln Rückstand auf den drittplatzierten Fritz Feierabend hatte er noch reelle Medaillenchancen. Der vorher hochgehandelte Vorjahreszweite im Viererbob Hans Rösch belegte den fünften Rang, hatte allerdings schon über eine halbe Sekunde Rückstand auf einen Podestplatz. Am zweiten Wettkampftag zeigte aber Routinier Fritz Feierabend seine ganze Klasse und fuhr bereits im dritten Lauf Bestzeit. Darüber hinaus fuhren Aste/Isser nur die zehntbeste Zeit und vergaben so bereits fast alle Chancen auf den Titel. Im vierten Lauf fuhr das Duo Feierabend/Warburton die beste Zeit des ganzen Wettkampfes und ließ die erneut starken Italiener de Zanna/Figoli mit über einer Sekunde Vorsprung hinter sich. Damit gewann Fritz Feierabend letztlich noch souverän seinen insgesamt sechsten Weltmeistertitel im Bobsport. Dahinter konnten sich durch die drittbeste Laufzweit im vierten Lauf die Österreicher Aste/Issel noch die Silbermedaille vor den Schweizern Kapus/Angst sichern. Nach einem schwächeren ersten Tag zeigten die Italiener de Zanna/Figoli mit Platz vier, das der Vorjahreserfolg der Podar-Bobs keine Eintagsfliege war.
| Platz | Land   | Sportler                             | 1. Lauf | 2. Lauf | 1. Tag  | 3. Lauf | 4. Lauf | Gesamt  |
| ----- | ------ | ------------------------------------ | ------- | ------- | ------- | ------- | ------- | ------- |
| 1     | SUI I  | Fritz Feierabend Harry Warburton     | 1:23,11 | 1:23,67 | 2:47,78 | 1:23,36 | 1:22,14 | 5:33,28 |
| 2     | AUT I  | Paul Aste Josef Isser                | 1:23,44 | 1:23,29 | 2:46,73 | 1:25,02 | 1:23,18 | 5:34,93 |
| 3     | SUI II | Franz Kapus Heinrich Angst           | 1:23,43 | 1:24,34 | 2:47,77 | 1:23,93 | 1:23,39 | 5:35,09 |
| 4     | ITA II | Francesco de Zanna Luigi Figoli      | 1:24,23 | 1:24,35 | 2:48,58 | 1:23,84 | 1:23,15 | 5:35,57 |
| 5     | FRG I  | Hans Rösch Hans Terne                | 1:24,25 | 1:24,13 | 2:48,38 | 1:23,94 | 1:23,58 | 5:35,90 |
| 6     | USA I  | Maurice R. Severino William Williams | 1:23,93 | 1:23,94 | 2:47,87 | 1:24,26 | 1:24,77 | 5:36,90 |
| 7     | SWE II | Sven Erbs Walter Aronsson            | 1:25,19 | 1:23,41 | 2:48,60 | 1:24,28 | 1:24,05 | 5:36,93 |
| 8     | FRA I  | André Robin Lucien Grosso            | 1:24,21 | 1:24,54 | 2:48,75 | 1:24,35 | 1:24,79 | 5:37,89 |
| 9     | ITA I  | Robert Zardini Attilio Menardi       | 1:31,14 | 1:29,58 | 3:00,72 | 1:24,58 | 1:23,58 | 5:38,58 |
| 10    | USA II | Bruce Rowlett Thomas Morgan          | 1:25,58 | 1:24,12 | 2:49,70 | 1:25,39 | 1:24,73 | 5:39,82 |
| 11    | ENG    | Parkinson Schellenberg               |         |         |         |         |         | 5:42,35 |
| 12    | FRA II | Giacchini Donnet                     |         |         |         |         |         | 5:49,53 |
| 13    | NOR    | Kåre Christiansen Larsen             |         |         |         |         |         | 5:51,49 |
| 14    | AUT II | Karl Wagner Adolf Tonn               |         |         |         |         |         | 5:51,81 |
| 15    | FRG II | Theodor Kitt Tony Leeb               |         |         |         |         |         | 5:59,63 |

## Viererbob
Nach seinem Erfolg im Zweierbob war Altmeister und Titelverteidiger Fritz Feierabend auch bei den großen Schlitten der Topfavorit. Allerdings fuhren 2 Athleten seines damals erfolgreichen Bobteams nun bei Mannschaftskollege Franz Kapus. Mit Lloyd Johnson ging zudem ein weiterer Ex-Weltmeister an den Start. Fast schon tragische Züge nahm die Sportlerkarriere von Andreas Ostler an. Wie schon im Zweierbob konnte er auch bei den entscheidenden Trainingsläufen im Viererbob die verbandsinterne Konkurrenz nicht schlagen. Nunmehr war es neben Hans Rösch der Junioren-Europameister des Jahres 1954, Franz Schelle aus Ohlstadt, der mit seiner Crew besser als der Ostler-Bob war.
Beim Wettkampf zeigte sich von Beginn an, das es auf einen Zweikampf der beiden Schweizer Bobs hinauslaufen würde. Dabei gelang Feierabend das Kunststück, am ersten Wettkampftag zwei fast identische Laufzeiten zu erzielen. Franz Kapus lag mit 25 Hundertsteln noch aussichtsreich in Reichweite der Goldmedaille. Danach belegte schon der Bob von Franz Schelle den dritten Platz, wenngleich bereits mit fast anderthalb Sekunden Rückstand auf Kapus. Schelle profitierte von der Unausgeglichenheit der Konkurrenz, denn in beiden Läufen fuhr er jeweils nur die viertschnellste Zeit. Die amerikanischen Medaillenhoffnungen zerstoben bereit im ersten Lauf. Im Team von Lloyd Johnson blieb der zweite Mann beim Start am Bob hängen und bewirkte so noch vor der Sunny Corner einen Sturz. Auch am zweiten Wettkampftag zeigte sich im dritten Lauf zunächst das gewohnte Bild. Die Schweizer Bobs fuhren vorneweg, im Kampf um Bronze duellierten sich nur noch die Bobs von FRG II (Schelle) und AUT I (Wagner) wetteifern. Danach platzierte sich schon mit gehörigem Abstand der Rest des Feldes. Im letzten Lauf folgte schließlich die große Überraschung. Feierabend touchierte durch eine Unaufmerksamkeit in der Horseshoe-Kurve die Bande und verlor wertvolle Zeit, Kapus kam tadellos durch. Der im dritten Lauf noch leicht angewachsene Vorsprung von 29 Hundertsteln wurde von Kapus wettgemacht, er fuhr im letzten Lauf 32 Hundertstel schneller. Somit trennte beide Bobs am Ende winzige Unterschied von drei Hundertsteln. Franz Schelle profitierte vom großen Vorsprung auf die Österreicher aus dem ersten Lauf. Dieser schmolz zwar stetig, doch am Ende gewann der Bob aus Ohlstadt trotz der jeweils nur viertbesten Zeit in allen vier Läufen die Bronzemedaille. Diese Medaille begründete eine große Bobtradition in der bayrischen Gemeinde.
| Platz | Land   | Sportler                                                            | 1. Lauf | 2. Lauf | 1. Tag  | 3. Lauf | 4. Lauf | Gesamt  |
| ----- | ------ | ------------------------------------------------------------------- | ------- | ------- | ------- | ------- | ------- | ------- |
| 1     | SUI II | Franz Kapus, Gottfried Diener, Robert Alt, Heinrich Angst           | 1:18,17 | 1:18,29 | 2:36,46 | 1:16,76 | 1:17,30 | 5:10,52 |
| 2     | SUI I  | Fritz Feierabend, Albert Gartmann, Harry Warburton, Rolf Gerber     | 1:18,10 | 1:18,11 | 2:36,21 | 1:16,72 | 1:17,62 | 5:10,55 |
| 3     | FRG II | Franz Schelle, Jakob Nirschl Hans Henn, Edmund Koller               | 1:18,89 | 1:18,73 | 2:37,62 | 1:17,99 | 1:18,62 | 5:14,23 |
| 4     | AUT I  | Karl Wagner, Adolf Tonn, Erwin Thaler, Winfried Thurner             | 1:20,08 | 1:18,56 | 2:38,64 | 1:17,77 | 1:18,06 | 5:14,47 |
| 5     | FRG I  | Hans Rösch, Michael Pössinger, Max Hohenester, Hans Terne           | 1:19,48 | 1:19,97 | 2:39,45 | 1:18,93 | 1:18,71 | 5:17,09 |
| 6     | USA I  | Maurice R. Severino, Jack Cullitan, Thomas Morgan, William Williams | 1:19,29 | 1:18,87 | 2:38,16 |         |         | 5:17,12 |
| 7     | AUT II | Kurt Loserth                                                        | 1:19,64 | 1:19,64 | 2:39,28 |         |         | 5:17,48 |
| 8     | ENG I  | Keith Schellenberg                                                  | 1:19,87 | 1:19,72 | 2:39,59 | 1:18,73 | 1:19,51 | 5:17,83 |
| 9     | SWE I  | Olle Axelsson                                                       | 1:18,61 | 1:20,75 | 2:39,36 |         |         | 5:17,94 |
| 10    | FRA    | Serge Giacchini                                                     | 1:20,21 | 1:22,26 | 2:42,45 |         |         | 5:20,40 |
| 11    | ENG II | Stuart Parkinson                                                    | 1:22,45 | 1:22,45 | 2:44,90 |         |         | 5:28,05 |

## Nachwirkungen
Auf der Sitzung des Exekutiv-Komitees der FIBT während der WM wurden zwei Entscheidungen getroffen. Ob seines Verhaltens bei der Weltmeisterschaft des Vorjahres wurde der amerikanische Bobpilot Stanley Benham bis 31. März 1958 für alle internationalen Bobwettbewerbe gesperrt. Wegen Geldmangels hatte Benham damals seinen Viererbob nicht nach Europa transportieren können und hatte bereits vor dem Zweierbob-Wettbewerb angekündigt, nicht am Viererbob-Wettbewerb teilzunehmen. Daraufhin wurde Benham in einem Alleingang und ohne Zustimmung des US-Verbandes kurzzeitig vom FIBT-Vizepräsident Donna Fox auch für den Zweierbob-Wettbewerb suspendiert, was aber nach Insistieren des US-Verbandes wieder rückgängig gemacht wurde. Der Vorfall hatte schwer Kontroversen zwischen Fox und dem US-Verband, der sich hinter Benham gestellt hatte, ausgelöst. Zudem waren innerhalb des US-Teams Differenzen zwischen den in den USA beheimateten Sportlern und den in Europa stationierten Soldaten, die Bob fuhren, aufgetreten. Außerdem bedeutet die Sperre trotz anfänglich gegenteiliger Meinung des US-Verbandes, dass Benham nunmehr eine Teilnahme an den Olympischen Bobwettbewerben 1956 in Cortina versagt blieb. FIBT-Vizepräsident Donna Fox enthielt sich bei der Abstimmung seiner Stimme, erreichte aber, dass die Bob-Weltmeisterschaft 1958 nach Squaw Valley vergeben wurde, obwohl dort noch keine Bobbahn vorhanden war. Bemerkenswert war daran, dass der Ort in der Sierra Nevada auch erst im März 1955 kurz nach dem offiziellen Bewerbungsschluss sich für die Austragung der Olympischen Winterspiele 1960 bewarb und sie auch erhielt. Die Bobbahn wurde nie gebaut, die Olympischen Winterspiele fanden 1960 einmalig ohne Bobwettbewerbe statt.

## Medaillenspiegel
| Platz | Land           | Gold | Silber | Bronze | Gesamt |
| ----- | -------------- | ---- | ------ | ------ | ------ |
| 1     | Schweiz        | 2    | 1      | 1      | 4      |
| 2     | Österreich     | 0    | 1      | 0      | 1      |
| 3     | BR Deutschland | 0    | 0      | 1      | 1      |